# Most zwijany

Mechanizm mostu zwijanego

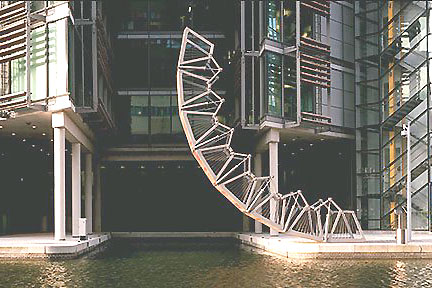
Most zwijany

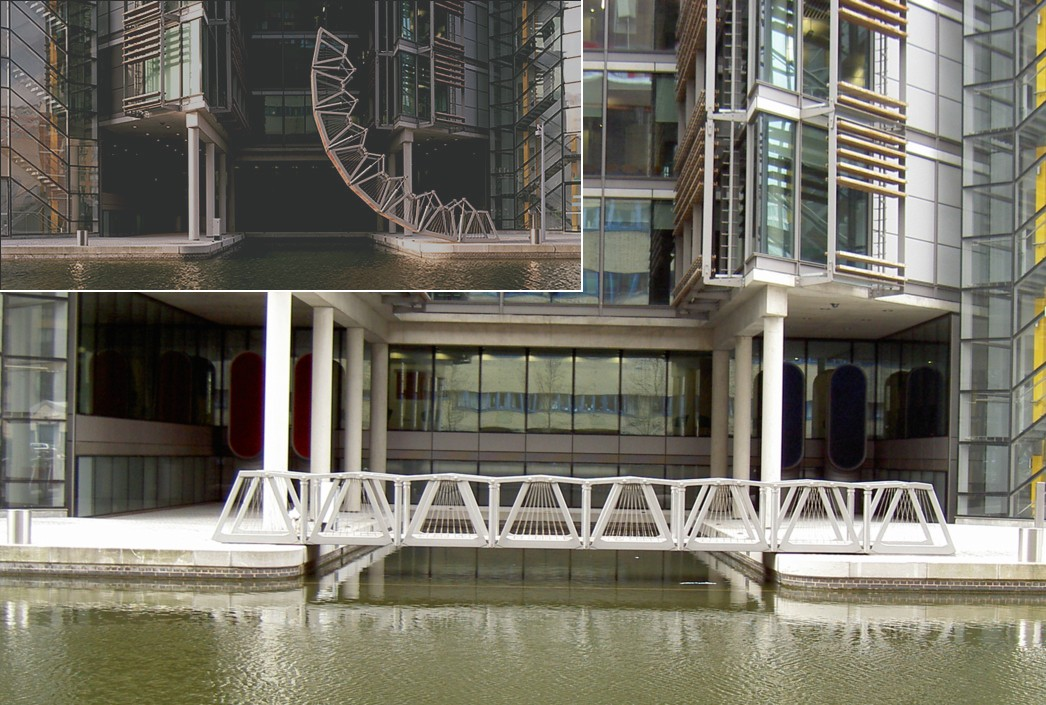
Most zwijany w Paddington Basin w Londynie

Most zwijany – nowatorski rodzaj mostu ruchomego. Został zaprojektowany przez Thomasa Heatherwicka i oddany do użytku we wrześniu 2004 roku. Most składa się z ośmiu trójkątnych przęseł połączonych zawiasami na wysokości chodnika, zaś u góry połączonych dwuczęściowymi złączami, które za pomocą tłoków hydraulicznych mogą być poruszane, prowadząc do zwinięcia mostu w sposób umożliwiający przepłynięcie pod nim. 